# Cimetière Mount Olivet (Chicago)
Pour les articles homonymes, voir Cimetière Mount Olivet.
Le cimetière Mount Olivet (Mount Olivet Cemetery) est un cimetière catholique situé à Chicago dans l'Illinois. Le cimetière est géré par l'archidiocèse de Chicago et se situe au 2755 West 111th Street.
Mount Olivet a été consacré en 1855, et fut le premier cimetière catholique à être établi dans le South Side de Chicago. Il y a plus de 142 200 personnes enterrées dans ce cimetière, avec plus de 150 enterrements annuels. Le cimetière comprend 93 hectares (soit 380.000 m2). Il est devenu l'un des premiers grands cimetières de la région, jusqu'à l'achat et l'aménagement des terrains supplémentaires le long de ce qui avait été la frontière orientale du cimetière.
Mount Olivet a été le lieu d'enterrement d'origine de Al Capone, qui était prévu de reposer entre les tombes de son père et son frère. Quelques années après sa mort, les restes des trois hommes ont été transférés au Cimetière Mount Carmel à Hillside en banlieue de Chicago, au décès de la mère de Capone.

## Enterrements notables
- James M. Bell, Sergent durant la Bataille de Little Big Horn.
- Al Capone, gangster (provisoirement enterré).
- Thomas A. Doyle, membre du Congrès des États-Unis.
- Lawrence E. McGann, membre du Congrès des États-Unis.
- Patrick H. Moynihan, membre du Congrès des États-Unis.
- Catherine O'Leary, propriétaire de la vache qui aurait fait démarrer le Grand incendie de Chicago en 1871.